# Argentina en los Juegos Olímpicos de Los Ángeles 1984
La participación de Argentina en los Juegos Olímpicos de Los Ángeles 1984 fue la 13.ª actuación olímpica oficial organizada por el Comité Olímpico Argentino. La delegación presentó 86 deportistas, de los cuales 11 eran mujeres. El abanderado fue el remero Ricardo Ibarra.
El equipo olímpico no ganó ninguna medalla, por segunda y última hasta la actualidad (Juegos Olímpicos de Londres 2012). Obtuvo 6 diplomas olímpicos (puestos premiados). Al no obtener medallas no figuró en el medallero.
La actuación olímpica de Argentina en Los Ángeles 1984 se vio afectada por la falta de presentación en Moscú 1980, la ausencia de  medallas en Montreal 1976 y el escaso apoyo estatal al deporte olímpico, que había comenzado en los Juegos de Melbourne 1956. Todo una generación de deportistas se había perdido y en la población ya no quedaba casi memoria de los logros olímpicos alcanzados en el período 1924-1952.
Nuevamente sin medallas, los Juegos de los Ángeles contribuyeron a generar el peor momento del olimpismo argentino. Pasarían 16 años entre la última medalla obtenida por Alberto Demiddi en Múnich 1972 y la que obtendría Gabriela Sabatini en Seúl 1988.
Sin embargo, el rendimiento olímpico argentino recién recuperaría en 2004 los niveles que tuvo en el período 1924-1952.

## Diplomas olímpicos (puestos premiados) y otros buenos resultados
Los atletas argentinos en Los Ángeles 1984 obtuvieron 6 diplomas olímpicos (puestos premiados), tres de ellos por el equipo de ciclismo. A partir de éstos Juegos el Comité Olímpico Internacional reconoció también diploma olímpico a los deportistas que alcanzaban el 7.º y 8.º puestos.
   El ciclismo obtuvo tres de los seis diplomas obtenido por la delegación argentina:
- Juan Esteban Curuchet, con 19 años y en su primera participación olímpica, salió 5.º en la prueba por puntos. Veinticuatro años después, en Beijing 2008, Curuchet obtendría en la prueba Madison, la 16.ª medalla de oro de la historia argentina.
- Marcelo Alexandre, 6.º en sprint de 1000 metros;
- Marcelo Alexandre, 7.º en 1000 metros contra reloj.[5]

 El boxeo aportó un diplomas obtenido por Pedro Rubén Décima, quien alcanzó la 5.º colocación en la categoría peso gallo. Décima llegaría a ser en 1990, el 12.º campeón mundial del boxeo argentino.
 En remo, Ricardo Ibarra, llegó 5.º en la final de single scull. Ibarra, tres veces campeón panamericano, había obtenido otro diploma olímpico en Montreal 1976, al salir 6.º en la misma prueba.
 El vóley masculino aportó también un diploma al salir 6.º, la primera distinción olímpica para ese deporte. La misma base del equipo obtendría una medalla de bronce en Seúl 1988. El equipo estuvo integrado por 12 deportistas: Daniel Castellani, Daniel Colla, Hugo Conte, Alcides Cuminetti, Esteban de Palma, Alejandro Diz, Waldo Kantor, Esteban Martínez, Raúl Quiroga, Jon Uriarte, Carlos Wagenpfeil y Leonardo Wiernes.
Entre los buenos resultados logrados se destaca el 12.º lugar obtenido por Verónica Ribot en saltos ornamentales (trampolín), un deporte con muy escasos cultores de nivel mundial en la Argentina. Ribot volvería a salir 12.ª en plataforma, en los Juegos Olímpicos de Seúl 1988 y sería premiada con un diploma olímpico por su 8.º lugar en los Barcelona 1992.